# Codex Bezae

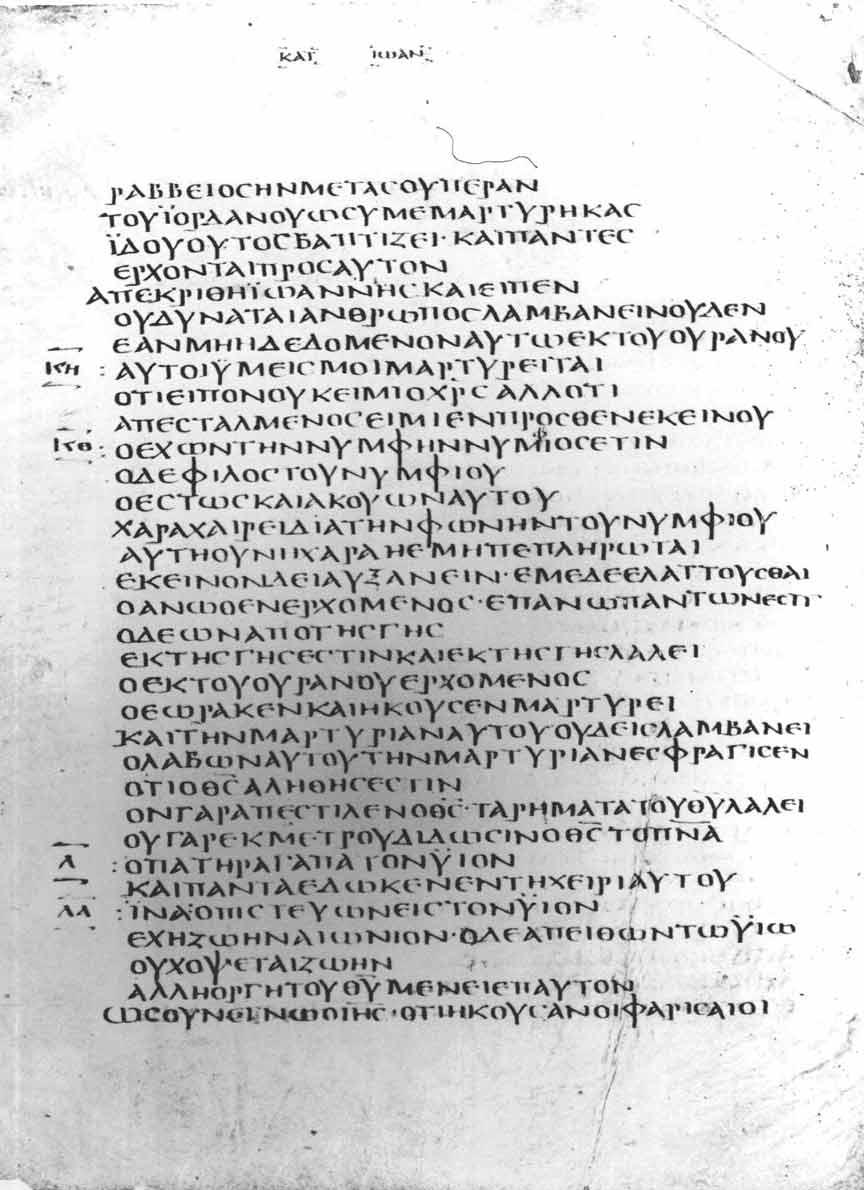
Codex Bezae

Codex Bezae (Gregory-Aland no. Dea sau 05) este un manuscris în limba greacă al Bibliei  datând de la începutul secolului al V-lea. Acest manuscris cuprinde pilda cu femeia prinsă în preacurvie din Evanghelia după Ioan (7,53-8,11).
Manuscrisul cuprinde 415 foi cu dimensiunea 26×21,5 cm.
În prezent se găsește la Universitatea Cambridge (Nn. II 41) din Cambridge.